# 藤井喬梓
藤井 喬梓（ふじい たかし、1959年9月15日 - 2018年1月8日）は、日本の現代音楽の作曲家。文芸誌『同時代』同人。

## 来歴・人物
大阪府出身。国立音楽大学でトーマス・マイヤー＝フィービッヒに師事した後、ドイツのフライブルク音楽大学でエマヌエル・ヌネスに師事。「今日の音楽作曲賞」「ISCMスイス大会」「芥川作曲賞」入選 。「福井ハープ作曲特別賞」、「朝日作曲賞（合唱）」受賞。1994年「ダルムシュタット夏季現代音楽講習会」で委嘱作を初演した。「第8回島根県音楽祭隠岐公演」音楽監督を務めた。92年頃より8年余り視覚障害を持つ人々と共に数多くの創作ワークショップを行なった。国立音楽大学教授を務めた。
微分音をアイデアの中心にした作品、反復音を特徴とする作品、身体的アクションと音楽の結びつきをテーマとした作品、宮沢賢治に関連する作品のほか、オイリュトミーやリラのための音楽等、アントロポゾフィーに関連する多数の作品がある。
2018年死去。

## 代表作品
- 「投影」(1987) 2Vn. 2Va. 2Vc. Celesta
- 「根づき2B」(1989) ハープ・ソロ
- 「薔薇の夜」(1992) チェンバロ独奏を伴うオーケストラ
- 「星めぐりの歌」(1993)オーケストラ,混声合唱,プリペアドピアノ
- 「銀河鉄道の夜」(1994)児童合唱のための組曲
- 「帰途／Rückweg」(1994)Vn. Vc. Fl. Cl. Kalimba／ダルムシュタット音楽祭委嘱作品
- 「風が吹き風が吹き」(1995)女声合唱／朝日作曲賞
- 「鳥をとるやなぎ」(1996)ウインド・オーケストラ
- 「チプコ〜木を抱く夢」(1998) モノオペラ
- 「イートハーブからの手紙」第1集,第2集子供のためのピアノ曲集
- 「Dancing Bones」(1999)トロンボーン独奏
- 「虹の橋」(2000)京都のわらべうたによる児童（女声）合唱組曲
- 「夢の浮橋」(2002) ギター・ソロ
- 「天体舞踊説」(2005) 金管五重奏
- 「ディエシス2/Diesis2」(2008)2台のシンセサイザー,オーケストラ